# Helictotrichon cincinnatum
Helictotrichon cincinnatum är en gräsart som först beskrevs av Michele Tenore, och fick sitt nu gällande namn av Martin Röser. Helictotrichon cincinnatum ingår i släktet Helictotrichon och familjen gräs. Inga underarter finns listade i Catalogue of Life.